# Papa Inocențiu al XII-lea
Papa Inocențiu al XII-lea (nume laic: Antonio Pignatelli; n. 13 martie 1615, Spinazzola, Apulia, Italia – d. 27 septembrie 1700, Roma, Statele Papale) a fost un nobil neapolitan și papă al Romei din 1691 până în 1700.
Fiind crescut la colegiul iezuiților din Roma, în 1635 papa Urban al VIII-lea l-a numit prolegat de Urbino. Apoi a ajuns trimis papal la Florența (sub Inocențiu al X-lea), trimis papal în Polonia (sub Alexandru al VII-lea) iar în sfârșit trimis papal la curtea imperială de la Viena (sub Clement al IX-lea).
În 1681 papa Inocențiu al XI-lea l-a făcut cardinal și arhiepiscop de Neapole. Atunci când predecesorul lui Alexandru al VIII-lea a murit, s-a ajuns la conclav la un conflict între partida franceză și cea favorabilă Spaniei, respectiv Imperiului. Pe 12 iulie 1691 Pignatelli a fost ales papă ca un candidat de compromis.
Noul papă și-a început pontificatul cu diverse reforme. Prin bula Romanum decet Pontificem a reformat Statul Bisericesc și a combătut nepotismul, reducând posibilitatea papei să-și înzestreze rudele cu funcții. Pedepsele aplicate la Roma au fost înăsprite.
De asemenea a intenționat să restabilească disciplina din mănăstiri, care pe atunci lăsa mult de dorit. Demersul lui a fost vehement criticat. Oficiile și tribunalele romane au fost centralizate prin crearea instituției Curia Innocentiana.
Poporul roman l-a iubit pe Inocențiu. Datorită poziției lui sociale (o parte din banii bisericii a fost folosită pentru scopuri de caritate) populația l-a numit și „tatăl săracilor”. Orașul Cervia a fost construit din nou într-un alt loc mai sănătos.
Pe regele Carol al II-lea al Spaniei l-a sfătuit să-l impună pe ducele de Anjou (nepotul lui Ludovic al XIV-lea) ca moștenitorul țării lui. Tocmai acest sfat a dus după decesul regelui la așa-zisul Război Spaniol de Succesiune.
Pontificatul lui s-a remarcat prin multe reforme decisive, dar și prin sfatul nechibzuit la adresa regelui spaniol.